# Les Espions dans la ville
Pour plus de détails, voir Fiche technique et Distribution.
Les Espions dans la ville (Agency) est un film canadien réalisé par George Kaczender et sorti en 1980.

## Fiche technique
- Titre original : Agency
- Titre français : Les Espions dans la ville
- Réalisation : George Kaczender
- Scénario : Noel Hynd et Paul Gottlieb
- Direction artistique : Alicia Gunsky
- Musique : Lewis Furey
- Format : Couleurs - 35 mm - 1,85:1 - Dolby Digital
- Genre : Drame, science-fiction, thriller
- Date de sortie : 1980

## Distribution
- Robert Mitchum : Ted Quinn
- Lee Majors : Philip Morgan
- Valerie Perrine : Brenda Wilcox
- Alexandra Stewart : Mimi
- Saul Rubinek : Sam Goldstein
- Georges Touliatos : Sgt Eckersley